# Sedi titolari cattoliche (M-O)
Questa pagina contiene un elenco tra sedi titolari vescovili e arcivescovili della Chiesa cattolica, ordinate per lettera M, N ed O. Oltre al vescovo o arcivescovo titolare, la tabella riporta la regione storica di appartenenza della diocesi, la metropolia di appartenenza (nel caso di diocesi soppresse suffraganee) e, nei casi specifici, la data dalla quale la sede risulta vacante; in alcuni casi la sede titolare è stata soppressa.

I casi in cui la sede sia vescovile, ma il prelato che ne detiene il titolo sia arcivescovo, sono riportati con la dicitura Titolo personale nella colonna del titolo.

## M
| Sede titolare                                | Sede                | Regione               | Suffraganea di                        | Titolo                                | Vescovo                               | Note                                                                         |
| -------------------------------------------- | ------------------- | --------------------- | ------------------------------------- | ------------------------------------- | ------------------------------------- | ---------------------------------------------------------------------------- |
| Sede titolare di Maastricht                  | Maastricht          | Limburg               | Arcidiocesi di Colonia                | Arcivescovo titolare Titolo personale | Waldemar Stanisław Sommertag          |                                                                              |
| Sede titolare di Macomades                   |                     | Numidia               |                                       | Vescovo titolare                      | Francisco Clavel Gil                  |                                                                              |
| Sede titolare di Macomades Rusticiana        | Oum el-Bouaghi      | Numidia               |                                       | Vescovo titolare                      | Dennis Kuruppassery                   |                                                                              |
| Sede titolare di Macon                       |                     | Bizacena              |                                       | Vescovo titolare                      | Paul Hinder                           |                                                                              |
| Sede titolare di Macra                       |                     | Rodope                |                                       | Arcivescovo titolare                  | Vacante                               | vacante dal 18 settembre 1997                                                |
| Sede titolare di Macri                       |                     | Mauritania Sitifense  |                                       | Vescovo titolare                      | Joaquim Hudson de Souza Ribeiro       |                                                                              |
| Sede titolare di Macriana di Mauritania      |                     | Mauritania Sitifense  |                                       | Vescovo titolare                      | Reginei José Modolo                   |                                                                              |
| Sede titolare di Macriana Maggiore           |                     | Bizacena              |                                       | Arcivescovo titolare Titolo personale | Antony Kariyil                        |                                                                              |
| Sede titolare di Macriana Minore             |                     | Bizacena              |                                       | Vescovo titolare                      | Aparecido Donizete de Souza           |                                                                              |
| Sede titolare di Mactaris                    | Maktar              | Bizacena              |                                       | Vescovo titolare                      | Pedro Dulay Arigo                     |                                                                              |
| Sede titolare di Madarsuma                   |                     | Bizacena              |                                       | Vescovo titolare                      | Mario Fiandri                         |                                                                              |
| Sede titolare di Madauro                     | Madaura             | Numidia               |                                       | Vescovo titolare                      | Thinh Xuan Nguyen                     |                                                                              |
| Sede titolare di Mades                       |                     | Numidia               |                                       | Vescovo titolare                      | Valentin Reynoso Hidalgo              |                                                                              |
| Sede titolare di Madito                      | Eceabat             | Europa                |                                       | Arcivescovo titolare                  | Vacante                               | vacante dal 21 settembre 1964                                                |
| Sede titolare di Magarmel                    |                     | Numidia               |                                       | Vescovo titolare                      | Antony Valumkal                       |                                                                              |
| Sede titolare di Mageó                       |                     | Connaught             | Arcidiocesi di Tuam                   | Vescovo titolare                      | Thomas Anthony Williams               |                                                                              |
| Sede titolare di Magido                      |                     | Panfilia              | Arcidiocesi di Perge                  | Vescovo titolare                      | Vacante                               | vacante dal 21 marzo 1975                                                    |
| Sede titolare di Magnesia al Meandro         |                     | Asia                  | Arcidiocesi di Efeso                  | Vescovo titolare                      | Vacante                               | vacante dal 12 novembre 1962                                                 |
| Sede titolare di Magnesia al Sipilo          | Magnesia ad Sipylum | Asia                  | Arcidiocesi di Smirne                 | Vescovo titolare                      | Vacante                               |                                                                              |
| Sede titolare di Magneto                     |                     | Portogallo            | Arcidiocesi di Braga                  | Vescovo titolare                      | César Garza Miranda                   |                                                                              |
| Sede titolare di Maillezais                  | Maillezais          | Francia               | Arcidiocesi di Bordeaux               | Vescovo titolare                      | Jean-Pierre Batut                     |                                                                              |
| Sede titolare di Maina                       |                     | Peloponneso           | Arcidiocesi di Corinto                | Vescovo titolare                      | Vacante                               | vacante dal 31 agosto 1963                                                   |
| Sede titolare di Maiuca                      |                     | Mauritania Cesariense |                                       | Vescovo titolare                      | Yevgeniy Zinkovskiy                   |                                                                              |
| Sede titolare di Maiuma di Gaza              |                     | Palestina             | Arcidiocesi di Cesarea                | Vescovo titolare                      | Vacante                               |                                                                              |
| Sede titolare di Malamocco                   | Malamocco           | Veneto                |                                       | Vescovo titolare                      | Noel Saw Naw Aye                      |                                                                              |
| Sede titolare di Malliana                    |                     | Mauritania Cesariense |                                       | Vescovo titolare                      | Christopher Randall Cooke             |                                                                              |
| Sede titolare di Mallo                       | Mallo               | Cilicia               | Arcidiocesi di Tarso                  | Vescovo titolare                      | Vacante                               | vacante dal 12 febbraio 1990                                                 |
| Sede titolare di Malo                        |                     | Pisidia               | Arcidiocesi di Antiochia              | Vescovo titolare                      | Vacante                               |                                                                              |
| Sede titolare di Mammilla                    |                     | Mauritania Cesariense |                                       |                                       |                                       | Storica Soppressa                                                            |
| Sede titolare di Manaccenser                 |                     | Mauritania Cesariense |                                       | Vescovo titolare                      | Vacante                               | vacante dal 6 agosto 2025                                                    |
| Sede titolare di Maraguia                    |                     | Bizacena              |                                       | Vescovo titolare                      | Zenildo Lima da Silva                 |                                                                              |
| Sede titolare di Marasc degli Armeni         | Kahramanmaraş       |                       |                                       | Vescovo titolare                      | Vacante                               | vacante dal 15 marzo 2006                                                    |
| Sede titolare di Marazane                    |                     | Bizacena              |                                       | Vescovo titolare                      | Krzysztof Chudzio                     |                                                                              |
| Sede titolare di Marazane Regie              |                     | Bizacena              |                                       | Vescovo titolare                      | Juan José Larrañeta Olleta            |                                                                              |
| Sede titolare di Marcelliana                 |                     | Proconsolare          | Arcidiocesi di Cartagine              | Vescovo titolare                      | Václav Maly                           |                                                                              |
| Sede titolare di Marciana                    |                     | Licia                 | Arcidiocesi di Mira                   | Vescovo titolare                      | Vacante                               | vacante dal 28 ottobre 1971                                                  |
| Sede titolare di Marcianopoli                | Marcianopoli        | Mesia Inferiore       |                                       | Arcivescovo titolare                  | Peter Bryan Wells                     |                                                                              |
| Sede titolare di Marcopoli                   |                     | Osroene               | Arcidiocesi di Edessa                 | Vescovo titolare                      | Vacante                               | vacante dal 5 dicembre 1969                                                  |
| Sede titolare di Mardin degli Armeni         |                     |                       |                                       | Arcivescovo titolare                  | Vacante                               | vacante dal 22 novembre 2017                                                 |
| Sede titolare di Mardin dei Caldei           |                     |                       |                                       | Vescovo titolare                      | Vacante                               |                                                                              |
| Sede titolare di Mardin dei Siri             |                     |                       |                                       | Arcivescovo titolare Titolo personale | Denys Raboula Antoine Beylouni        |                                                                              |
| Sede titolare di Mareotes                    |                     | Egitto                | Arcidiocesi di Alessandria            | Vescovo titolare                      | Cesar Essayan                         |                                                                              |
| Sede titolare di Margarita                   |                     | Persia                |                                       | Vescovo titolare                      |                                       | Storica Soppressa                                                            |
| Sede titolare di Margo                       | Orašje              | Mesia Superiore       | Arcidiocesi di Viminacio              | Vescovo titolare                      | Jacek Kiciński                        |                                                                              |
| Sede titolare di Mariamme                    | Krak dei Cavalieri  | Siria                 | Arcidiocesi di Apamea di Siria        | Vescovo titolare                      | Vacante                               |                                                                              |
| Sede titolare di Mariana in Corsica          | Mariana             | Corsica               | Arcidiocesi di Genova                 | Vescovo titolare                      | Paolo De Nicolò                       |                                                                              |
| Sede titolare di Marida                      | Mardin              | Osroene               | Arcidiocesi di Edessa                 | Vescovo titolare                      | Vacante                               | vacante dal 14 dicembre 1965                                                 |
| Sede titolare di Marmarizana                 |                     | Tessalia              | Arcidiocesi di Neopatrasso            | Vescovo titolare                      | Vacante                               |                                                                              |
| Sede titolare di Marocco                     |                     | Marocco               |                                       |                                       |                                       | Storica Soppressa                                                            |
| Sede titolare di Maronana                    |                     | Mauritania Sitifense  |                                       | Vescovo titolare                      | Anthony Celino                        |                                                                              |
| Sede titolare di Maronea                     | Maronia             | Rodope                |                                       | Arcivescovo titolare                  | Vacante                               | vacante dal 29 novembre 1984                                                 |
| Sede titolare di Martana                     | Massa Martana       | Umbria                |                                       | Arcivescovo titolare Titolo personale | Visvaldas Kulbokas                    |                                                                              |
| Sede titolare di Martirano                   | Martirano           | Calabria              | Arcidiocesi di Cosenza                | Arcivescovo titolare Titolo personale | Piero Marini                          |                                                                              |
| Sede titolare di Martiropoli                 | Silvan              | Mesopotamia           |                                       | Arcivescovo titolare                  | Vacante                               | vacante dal 15 novembre 1967                                                 |
| Sede titolare di Mascliane                   |                     | Bizacena              |                                       | Vescovo titolare                      | Fabián González Balsa                 |                                                                              |
| Sede titolare di Mascula                     |                     | Numidia               |                                       | Vescovo titolare                      | Gaetano Galbusera Fumagalli           |                                                                              |
| Sede titolare di Massa Lubrense              | Massa Lubrense      | Campania              | Arcidiocesi di Sorrento               | Vescovo titolare                      | Robert Fealey Morneau                 |                                                                              |
| Sede titolare di Massimiana di Bizacena      |                     | Bizacena              |                                       | Vescovo titolare                      | Tsegaye Keneni Derera                 |                                                                              |
| Sede titolare di Massimiana di Numidia       |                     | Numidia               |                                       | Vescovo titolare                      | Joseph Mugenyi Sabiiti                |                                                                              |
| Sede titolare di Massimiane                  |                     | Bitinia               | Arcidiocesi di Nicea                  | Vescovo titolare                      | Vacante                               |                                                                              |
| Sede titolare di Massimianopoli di Arabia    |                     | Arabia                | Arcidiocesi di Bosra                  | Vescovo titolare                      | Vacante                               | vacante dall'11 ottobre 1926                                                 |
| Sede titolare di Massimianopoli di Palestina |                     | Palestina             | Arcidiocesi di Scitopoli              | Vescovo titolare                      | Vacante                               | vacante dal 18 giugno 1980                                                   |
| Sede titolare di Massimianopoli di Pamfilia  |                     | Panfilia              | Arcidiocesi di Perge                  | Vescovo titolare                      | Vacante                               |                                                                              |
| Sede titolare di Massimianopoli di Rodope    | Komotini            | Rodope                |                                       | Arcivescovo titolare                  | Vacante                               | vacante dal 9 gennaio 1970                                                   |
| Sede titolare di Massimianopoli di Tebaide   | Qena                | Tebaide               | Arcidiocesi di Tolemaide di Tebaide   | Vescovo titolare                      | Vacante                               |                                                                              |
| Sede titolare di Massita                     |                     | Mauritania Cesariense |                                       | Vescovo titolare                      | Andrzej Kaleta                        |                                                                              |
| Sede titolare di Massula                     |                     | Proconsolare          | Arcidiocesi di Cartagine              | Vescovo titolare                      | Bosco Penha                           |                                                                              |
| Sede titolare di Mastaura di Asia            |                     | Asia                  | Arcidiocesi di Efeso                  | Vescovo titolare                      | Vacante                               | vacante dal 15 marzo 1968                                                    |
| Sede titolare di Mastaura di Licia           |                     | Licia                 | Arcidiocesi di Mira                   | Vescovo titolare                      | Vacante                               |                                                                              |
| Sede titolare di Masuccaba                   |                     | Mauritania Cesariense |                                       | Vescovo titolare                      | Tony Neelankavil                      |                                                                              |
| Sede titolare di Matara di Numidia           |                     | Numidia               |                                       | Arcivescovo titolare Titolo personale | Ghaleb Moussa Abdalla Bader           |                                                                              |
| Sede titolare di Matara di Proconsolare      |                     | Proconsolare          | Arcidiocesi di Cartagine              | Vescovo titolare                      | William Joseph Justice                |                                                                              |
| Sede titolare di Materiana                   |                     | Bizacena              |                                       | Vescovo titolare                      | Anton Ranjith Pillainayagam           |                                                                              |
| Sede titolare di Matrega                     | Fanagoria           | Zechia                |                                       | Vescovo titolare                      | Vacante                               | vacante dal 1994                                                             |
| Sede titolare di Mattiana                    |                     | Proconsolare          | Arcidiocesi di Cartagine              | Vescovo titolare                      | Vacante                               | vacante dal 21 maggio 2021                                                   |
| Sede titolare di Maturba                     |                     | Mauritania Cesariense |                                       | Vescovo titolare                      | Vacante                               | vacante dal 9 novembre 2024                                                  |
| Sede titolare di Maura                       |                     | Mauritania Cesariense |                                       | Vescovo titolare                      | Enzo Dieci                            |                                                                              |
| Sede titolare di Mauriana                    |                     | Mauritania Cesariense |                                       | Vescovo titolare                      | Rene Ramirez                          |                                                                              |
| Sede titolare di Mauricastro                 |                     |                       |                                       |                                       |                                       | Storica Soppressa                                                            |
| Sede titolare di Mazaca                      |                     | Numidia               |                                       | Vescovo titolare                      | Edwin Raúl Vanegas Cuervo             |                                                                              |
| Sede titolare di Medaba                      | Madaba              | Arabia                | Arcidiocesi di Bosra                  | Arcivescovo titolare Titolo personale | Maroun Elias Nimeh Lahham             |                                                                              |
| Sede titolare di Medea                       | Kıyıköy             | Europa                | Arcidiocesi di Eraclea                | Vescovo titolare                      | Vacante                               | vacante dal 17 agosto 1982                                                   |
| Sede titolare di Medeli                      |                     | Proconsolare          | Arcidiocesi di Cartagine              | Vescovo titolare                      | Ramiro Alejandro Herrera Herrera      |                                                                              |
| Sede titolare di Media                       |                     | Mauritania Cesariense |                                       | Vescovo titolare                      | Gabriel Narciso Escobar Ayala         |                                                                              |
| Sede titolare di Mediana                     |                     | Bizacena              |                                       | Vescovo titolare                      | Ernest Obodo                          |                                                                              |
| Sede titolare di Medianas degli Zabunii      | Medjana             | Mauritania Sitifense  |                                       | Vescovo titolare                      | Fernando Francisco                    |                                                                              |
| Sede titolare di Megalopoli di Peloponneso   | Megalopoli          | Peloponneso           | Arcidiocesi di Patrasso               | Vescovo titolare                      | Vacante                               |                                                                              |
| Sede titolare di Megalopoli di Proconsolare  | Mohamedia           | Proconsolare          | Arcidiocesi di Cartagine              | Vescovo titolare                      | Pierre Nguyên Văn Viên                |                                                                              |
| Sede titolare di Megara                      | Megara              | Ellade                | Arcidiocesi di Atene                  | Vescovo titolare                      | Vacante                               | vacante dal 18 marzo 1969                                                    |
| Sede titolare di Mela                        |                     | Bitinia               | Arcidiocesi di Nicea                  | Vescovo titolare                      | Vacante                               | vacante dal 28 settembre 1975                                                |
| Sede titolare di Melitene                    | Malatya             | Armenia               |                                       | Arcivescovo titolare                  | Vacante                               | vacante dal 13 aprile 1967                                                   |
| Sede titolare di Melitene degli Armeni       | Malatya             |                       |                                       | Vescovo titolare                      | Vacante                               | vacante dal 2 febbraio 2013                                                  |
| Sede titolare di Meloe di Isauria            |                     | Isauria               | Arcidiocesi di Seleucia               | Vescovo titolare                      | Vacante                               | vacante dal 26 settembre 1964                                                |
| Sede titolare di Meloe di Licia              |                     | Licia                 | Arcidiocesi di Mira                   | Vescovo titolare                      | Vacante                               | vacante dal 17 luglio 1849                                                   |
| Sede titolare di Melzi                       |                     | Proconsolare          | Arcidiocesi di Cartagine              | Vescovo titolare                      | Vacante                               | vacante dal 6 maggio 2020                                                    |
| Sede titolare di Membressa                   | Medjez el-Bab       | Proconsolare          | Arcidiocesi di Cartagine              | Vescovo titolare                      | Cristiano Guilherme Borro Barbosa     |                                                                              |
| Sede titolare di Memfi                       | Menfi               | Arcadia               | Arcidiocesi di Ossirinco              | Arcivescovo titolare Titolo personale | Michael Wallace Banach                |                                                                              |
| Sede titolare di Menefessi                   |                     | Bizacena              |                                       | Vescovo titolare                      | Vacante                               | vacante dal 1º aprile 2024                                                   |
| Sede titolare di Menelaite                   |                     | Egitto                | Arcidiocesi di Alessandria            | Vescovo titolare                      | Vacante                               | vacante dal 4 marzo 1994                                                     |
| Sede titolare di Mennith                     |                     | Arabia                |                                       |                                       |                                       | Storica Soppressa                                                            |
| Sede titolare di Menoide                     |                     | Palestina             | Arcidiocesi di Cesarea                | Vescovo titolare                      | Vacante                               | vacante dal 19 gennaio 1968                                                  |
| Sede titolare di Mentesa                     | La Guardia          | Spagna                | Arcidiocesi di Toledo                 | Vescovo titolare                      | Teodoro León Muñoz                    |                                                                              |
| Sede titolare di Meonia                      |                     | Lidia                 | Arcidiocesi di Sardi                  | Vescovo titolare                      | Vacante                               |                                                                              |
| Sede titolare di Mercia                      | Mercia              | Inghilterra           | Arcidiocesi di Canterbury             | Vescovo titolare                      | Paul McAleenan                        |                                                                              |
| Sede titolare di Mérida Augusta              | Mérida              | Lusitania             |                                       |                                       |                                       | Storica Soppressa a seguito dell'erezione dell'arcidiocesi di Mérida-Badajoz |
| Sede titolare di Mero                        |                     | Frigia Salutare       | Arcidiocesi di Sinnada                | Vescovo titolare                      | Vacante                               |                                                                              |
| Sede titolare di Mesarfelta                  |                     | Numidia               |                                       | Vescovo titolare                      | Grzegorz Suchodolski                  |                                                                              |
| Sede titolare di Mesembria                   |                     | Emimonto              |                                       | Arcivescovo titolare                  | Paolo Rudelli                         |                                                                              |
| Sede titolare di Mesotimolo                  |                     | Lidia                 | Arcidiocesi di Sardi                  | Vescovo titolare                      | Vacante                               |                                                                              |
| Sede titolare di Messene                     | Messene             | Peloponneso           | Arcidiocesi di Patrasso               | Vescovo titolare                      | Vacante                               | vacante dal 28 giugno 1991                                                   |
| Sede titolare di Meta                        |                     | Numidia               |                                       | Vescovo titolare                      | Gianfranco Girotti                    |                                                                              |
| Sede titolare di Metaba                      |                     | Caria                 | Arcidiocesi di Stauropoli             | Vescovo titolare                      | Vacante                               |                                                                              |
| Sede titolare di Metelis                     |                     | Egitto                | Arcidiocesi di Alessandria            | Vescovo titolare                      | Vacante                               | vacante dal 23 maggio 1973                                                   |
| Sede titolare di Metellopoli                 |                     | Frigia Pacaziana      | Arcidiocesi di Gerapoli di Frigia     | Vescovo titolare                      | Vacante                               | vacante dal 21 agosto 1971                                                   |
| Sede titolare di Metimna                     | Mithymna            | Lesbo                 |                                       | Arcivescovo titolare                  | Vacante                               | vacante dal 17 ottobre 1966                                                  |
| Sede titolare di Metone                      |                     | Peloponneso           | Arcidiocesi di Patrasso               | Vescovo titolare                      | Vacante                               | vacante dal 19 aprile 1968                                                   |
| Sede titolare di Metre                       | Çatalca             | Europa                | Arcidiocesi di Eraclea                | Vescovo titolare                      | Vacante                               | vacante dal 20 marzo 1995                                                    |
| Sede titolare di Metropoli di Asia           |                     | Asia                  | Arcidiocesi di Efeso                  | Vescovo titolare                      | Vacante                               | vacante dal 29 agosto 1992                                                   |
| Sede titolare di Metropoli di Pisidia        |                     | Pisidia               | Arcidiocesi di Antiochia              | Vescovo titolare                      | Vacante                               |                                                                              |
| Sede titolare di Mibiarca                    |                     | Bizacena              |                                       | Vescovo titolare                      | Thomas Padiyath                       |                                                                              |
| Sede titolare di Middelburg                  | Middelburg          |                       | Arcidiocesi di Utrecht                | Vescovo titolare                      | Vacante                               | istituita nel 2018                                                           |
| Sede titolare di Mideo                       |                     | Frigia Salutare       | Arcidiocesi di Sinnada                | Vescovo titolare                      | Vacante                               | vacante dal 15 aprile 1979                                                   |
| Sede titolare di Midica                      |                     | Bizacena              |                                       | Vescovo titolare                      | William Kenney                        |                                                                              |
| Sede titolare di Mididi                      |                     | Bizacena              |                                       | Vescovo titolare                      | Luis Gleisner Wobbe                   |                                                                              |
| Sede titolare di Midila                      |                     | Numidia               |                                       | Arcivescovo titolare Titolo personale | Alberto Ortega Martín                 |                                                                              |
| Sede titolare di Migirpa                     |                     | Proconsolare          | Arcidiocesi di Cartagine              | Vescovo titolare                      | Andris Kravalis                       |                                                                              |
| Sede titolare di Milasa                      |                     | Caria                 | Arcidiocesi di Stauropoli             | Vescovo titolare                      | Vacante                               | vacante dal 14 maggio 1966                                                   |
| Sede titolare di Milazzo                     | Milazzo             | Sicilia               |                                       | Arcivescovo titolare Titolo personale | Paolo Borgia                          |                                                                              |
| Sede titolare di Mileto                      |                     | Caria                 |                                       | Arcivescovo titolare                  | Vacante                               | vacante dal 17 ottobre 1970                                                  |
| Sede titolare di Miletopoli                  |                     | Ellesponto            | Arcidiocesi di Cizico                 | Vescovo titolare                      | Vacante                               | vacante dall'8 dicembre 1968                                                 |
| Sede titolare di Milevi                      | Mila                | Numidia               |                                       | Arcivescovo titolare Titolo personale | Julien Kaboré                         |                                                                              |
| Sede titolare di Milo                        | Milo                | Isole Cicladi         | Arcidiocesi di Nasso                  | Vescovo titolare                      |                                       | Storica Soppressa a seguito dell'unione con la diocesi di Sira               |
| Sede titolare di Milopotamo                  |                     | Creta                 | Arcidiocesi di Candia                 |                                       |                                       | Storica Soppressa                                                            |
| Sede titolare di Milta                       |                     | Cilicia               |                                       |                                       |                                       | Storica Soppressa                                                            |
| Sede titolare di Mimiana                     |                     | Bizacena              |                                       | Vescovo titolare                      | Robert Brahm                          |                                                                              |
| Sede titolare di Mina                        |                     | Mauritania Cesariense |                                       | Vescovo titolare                      | Wilfried Theising                     |                                                                              |
| Sede titolare di Mindo                       |                     | Caria                 | Arcidiocesi di Stauropoli             | Vescovo titolare                      | Vacante                               | vacante dal 20 gennaio 1973                                                  |
| Sede titolare di Minervino                   | Minervino           | Puglia                | Arcidiocesi di Trani                  | Vescovo titolare                      | Vacante                               | vacante dal 5 gennaio 2024                                                   |
| Sede titolare di Minori                      | Minori              | Campania              | Arcidiocesi di Amalfi                 | Arcivescovo titolare Titolo personale | Mario Giordana                        |                                                                              |
| Sede titolare di Minturno                    | Minturno            | Lazio                 |                                       | Arcivescovo titolare Titolo personale | Piergiuseppe Vacchelli                |                                                                              |
| Sede titolare di Mira                        |                     | Licia                 |                                       | Arcivescovo titolare                  | Vacante                               | vacante dal 26 giugno 1967                                                   |
| Sede titolare di Mira dei Greco-Melchiti     |                     |                       |                                       | Arcivescovo titolare                  | Vacante                               | vacante dal 21 giugno 2014                                                   |
| Sede titolare di Mirica                      |                     | Galazia               | Arcidiocesi di Pessinonte             | Vescovo titolare                      | Vacante                               | vacante dal 27 luglio 1991                                                   |
| Sede titolare di Mirina                      |                     | Asia                  | Arcidiocesi di Efeso                  | Vescovo titolare                      | Vacante                               | vacante dall'11 settembre 1984                                               |
| Sede titolare di Miriofito                   |                     | Tracia                | Arcidiocesi di Eraclea                |                                       |                                       | Storica Soppressa                                                            |
| Sede titolare di Miseno                      | Miseno              | Campania              |                                       | Vescovo titolare                      | Gerhard Pieschl                       |                                                                              |
| Sede titolare di Missene                     |                     | Tracia                |                                       |                                       |                                       | Storica Soppressa                                                            |
| Sede titolare di Missua                      |                     | Proconsolare          | Arcidiocesi di Cartagine              | Vescovo titolare                      | Cícero Alves de França                |                                                                              |
| Sede titolare di Mistia                      |                     | Licaonia              |                                       | Arcivescovo titolare                  | Vacante                               | vacante dal 16 aprile 1967                                                   |
| Sede titolare di Mitilene                    | Mitilene            | Lesbo                 |                                       | Arcivescovo titolare                  | Vacante                               | vacante dal 17 ottobre 1981                                                  |
| Sede titolare di Mizigi                      |                     | Proconsolare          | Arcidiocesi di Cartagine              | Vescovo titolare                      | Raúl Antonio Martínez Paredes         |                                                                              |
| Sede titolare di Mnizo                       |                     | Galazia               | Arcidiocesi di Ancira                 | Vescovo titolare                      | Vacante                               |                                                                              |
| Sede titolare di Mocisso                     |                     | Cappadocia            |                                       | Arcivescovo titolare                  | Vacante                               | vacante dal 24 marzo 1964                                                    |
| Sede titolare di Modra                       |                     | Bitinia               | Arcidiocesi di Nicea                  | Vescovo titolare                      | Vacante                               | vacante dal 9 dicembre 1968                                                  |
| Sede titolare di Modruš                      | Modruš              | Dalmazia Inferiore    | Arcidiocesi di Spalato                | Vescovo titolare                      | Dominick John Lagonegro               |                                                                              |
| Sede titolare di Moglena                     |                     | Bulgaria Occidentale  | Arcidiocesi di Acrida                 | Vescovo titolare                      | Vacante                               | vacante dall'8 dicembre 2024                                                 |
| Sede titolare di Molicunza                   |                     | Mauritania Sitifense  |                                       | Vescovo titolare                      | Agnelo Rufino Gracias                 |                                                                              |
| Sede titolare di Monembasia                  | Monemvasia          | Peloponneso           | Arcidiocesi di Corinto                | Vescovo titolare                      | Vacante                               |                                                                              |
| Sede titolare di Montecorvino                | Montecorvino        | Beneventano           | Arcidiocesi di Benevento              | Arcivescovo titolare Titolo personale | Adolfo Tito Yllana                    |                                                                              |
| Sede titolare di Monte di Mauritania         |                     | Mauritania Sitifense  |                                       | Vescovo titolare                      | Alberto Germán Bochatey               |                                                                              |
| Sede titolare di Monte di Numidia            |                     | Numidia               |                                       | Vescovo titolare                      | Vacante                               | vacante dal 10 luglio 2025                                                   |
| Sede titolare di Montefiascone               | Montefiascone       | Lazio                 | Direttamente soggetta alla Santa Sede | Arcivescovo titolare Titolo personale | Fabio Fabene                          |                                                                              |
| Sede titolare di Montemarano                 | Montemarano         | Campania              | Arcidiocesi di Benevento              | Arcivescovo titolare Titolo personale | Salvatore Pennacchio                  |                                                                              |
| Sede titolare di Monterano                   | Monterano           | Lazio                 |                                       | Vescovo titolare                      | Javier Salinas Viñals                 |                                                                              |
| Sede titolare di Monteverde                  | Monteverde          | Campania              | Arcidiocesi di Conza                  | Arcivescovo titolare Titolo personale | Luciano Russo                         |                                                                              |
| Sede titolare di Mopsuestia                  | Mamistra            | Cilicia               |                                       | Arcivescovo titolare                  | Vacante                               | vacante dal 3 agosto 1963                                                    |
| Sede titolare di Mopta                       |                     | Mauritania Sitifense  |                                       | Vescovo titolare                      | Nereudo Freire Henrique               |                                                                              |
| Sede titolare di Morosbisdo                  | Zrnovci             | Bulgaria Occidentale  | Arcidiocesi di Acrida                 | Vescovo titolare                      | Edward Michael Grosz                  |                                                                              |
| Sede titolare di Mortlach                    |                     | Banffshire            |                                       | Vescovo titolare                      | Richard Adrian Walker                 |                                                                              |
| Sede titolare di Mosinopoli                  |                     | Rodope                | Arcidiocesi di Traianopoli            | Vescovo titolare                      | Vacante                               | vacante dal 15 novembre 1966                                                 |
| Sede titolare di Mossina                     |                     | Frigia Pacaziana      | Arcidiocesi di Gerapoli di Frigia     | Vescovo titolare                      | Vacante                               | vacante dal 1º maggio 1975                                                   |
| Sede titolare di Mossori                     |                     | Numidia               |                                       | Vescovo titolare                      | Daniel Adwok                          |                                                                              |
| Sede titolare di Mostene                     |                     | Lidia                 | Arcidiocesi di Sardi                  | Vescovo titolare                      | Vacante                               | vacante dal 26 novembre 1964                                                 |
| Sede titolare di Mottola                     | Mottola             | Puglia                | Arcidiocesi di Taranto                | Arcivescovo titolare Titolo personale | Gianfranco Gallone                    |                                                                              |
| Sede titolare di Mozotcori                   |                     | Bizacena              |                                       | Vescovo titolare                      | Stephanus Han Jung Hyun               |                                                                              |
| Sede titolare di Mulia                       |                     | Numidia               |                                       | Vescovo titolare                      | Andrea Lembo                          |                                                                              |
| Sede titolare di Mulli                       |                     | Proconsolare          | Arcidiocesi di Cartagine              | Vescovo titolare                      | Jayakody Aratchige Don Anton Jayakody |                                                                              |
| Sede titolare di Munaziana                   |                     | Bizacena              |                                       | Vescovo titolare                      | Robert Joseph Lombardo                |                                                                              |
| Sede titolare di Mundinizza                  |                     | Ellade                | Arcidiocesi di Atene                  | Vescovo titolare                      | Vacante                               | vacante dal 15 novembre 1966                                                 |
| Sede titolare di Municipa                    |                     | Numidia               |                                       | Vescovo titolare                      | Vladimír Fekete                       |                                                                              |
| Sede titolare di Murcona                     |                     | Mauritania Cesariense |                                       | Vescovo titolare                      | Petru Sescu                           |                                                                              |
| Sede titolare di Murustaga                   |                     | Mauritania Cesariense |                                       | Vescovo titolare                      | Julian Andrzej Wojtkowski             |                                                                              |
| Sede titolare di Musbanda                    |                     | Isauria               | Arcidiocesi di Seleucia               | Vescovo titolare                      | Vacante                               |                                                                              |
| Sede titolare di Musc degli Armeni           |                     |                       |                                       | Vescovo titolare                      | Vacante                               |                                                                              |
| Sede titolare di Musti                       | Musti               | Proconsolare          | Arcidiocesi di Cartagine              | Vescovo titolare                      | Giuseppe Pasotto                      |                                                                              |
| Sede titolare di Musti di Numidia            |                     | Numidia               |                                       | Vescovo titolare                      | Piotr Przyborek                       |                                                                              |
| Sede titolare di Muteci                      |                     | Mauritania Cesariense |                                       | Vescovo titolare                      | Martin Ashe                           |                                                                              |
| Sede titolare di Mutugenna                   |                     | Numidia               |                                       | Vescovo titolare                      | Roberto Bordi                         |                                                                              |
| Sede titolare di Muzia                       |                     | Bizacena              |                                       | Vescovo titolare                      | John Moon Hee Jong                    |                                                                              |
| Sede titolare di Muzuca di Bizacena          |                     | Bizacena              |                                       | Vescovo titolare                      | Luka Sylvester Gopep                  |                                                                              |
| Sede titolare di Muzuca di Proconsolare      |                     | Proconsolare          | Arcidiocesi di Cartagine              | Vescovo titolare                      | Celmo Lazzari                         |                                                                              |

## N
| Sede titolare                                             | Sede               | Regione               | Suffraganea di                               | Titolo                                | Vescovo                            | Note                          |
| --------------------------------------------------------- | ------------------ | --------------------- | -------------------------------------------- | ------------------------------------- | ---------------------------------- | ----------------------------- |
| Sede titolare di Nabala                                   |                    | Mauritania Cesariense |                                              | Vescovo titolare                      | Lucilo Barrameda Quiambao          |                               |
| Sede titolare di Nachingwea                               | Nachingwea         | Tanzania              | Arcidiocesi di Songea                        | Vescovo titolare                      | Masilo John Selemela               |                               |
| Sede titolare di Nacolia                                  | Seyitgazi          | Frigia Salutare       |                                              | Arcivescovo titolare                  | Vacante                            | vacante dal 2 maggio 1973     |
| Sede titolare di Naiera                                   | Nájera             | Spagna                | Arcidiocesi di Tarragona                     | Vescovo titolare                      | Bernard Edward Shlesinger          |                               |
| Sede titolare di Naisso                                   | Niš                | Dacia Mediterranea    | Arcidiocesi di Sardica                       | Vescovo titolare                      | Basilio Mamani Quispe              |                               |
| Sede titolare di Nara                                     | Bir El Hafey       | Bizacena              |                                              | Vescovo titolare                      | Jerzy Maculewicz                   |                               |
| Sede titolare di Naraggara                                |                    | Proconsolare          | Arcidiocesi di Cartagine                     | Vescovo titolare                      | Andrew Peter Wypych                |                               |
| Sede titolare di Naratcata                                |                    | Numidia               |                                              | Vescovo titolare                      | Mark Andrew Bartosic               |                               |
| Sede titolare di Narona                                   | Metcovich          | Dalmazia Inferiore    | Arcidiocesi di Salona Arcidiocesi di Spalato | Vescovo titolare                      | Heriberto Cavazos Pérez            |                               |
| Sede titolare di Nasai                                    |                    | Numidia               |                                              | Arcivescovo titolare Titolo personale | Luís Miguel Muñoz Cárdaba          |                               |
| Sede titolare di Nasala                                   |                    | Mesopotamia           | Arcidiocesi di Dara                          | Vescovo titolare                      | Vacante                            |                               |
| Sede titolare di Nasbinca                                 |                    | Mauritania Cesariense |                                              | Vescovo titolare                      | Samuel Ferreira de Lima            |                               |
| Sede titolare di Natchez                                  | Natchez            | Stati Uniti           | Arcidiocesi di Mobile                        | Vescovo titolare                      | Eduardo Alanis Nevares             |                               |
| Sede titolare di Natchitoches                             | Natchitoches       | Stati Uniti           | Arcidiocesi di New Orleans                   | Arcivescovo titolare Titolo personale | Joseph Salvador Marino             |                               |
| Sede titolare di Naucratis                                | Naucrati           | Egitto                | Arcidiocesi di Alessandria                   | Vescovo titolare                      | Vacante                            |                               |
| Sede titolare di Nauplia                                  | Nauplia            | Peloponneso           | Arcidiocesi di Corinto                       | Vescovo titolare                      | Vacante                            | vacante dal 18 settembre 1995 |
| Sede titolare di Nazareth                                 | Nazaret            | Palestina             |                                              |                                       |                                    | Storica Soppressa             |
| Sede titolare di Nazareth dei Maroniti                    | Nazaret            | Palestina             |                                              |                                       |                                    | Storica Soppressa             |
| Sede titolare di Nazianzo                                 | Nazianzo           | Cappadocia            | Arcidiocesi di Mocisso                       | Vescovo titolare                      | Vacante                            | vacante dal 24 aprile 1999    |
| Sede titolare di Naziona                                  |                    | Bizacena              |                                              | Vescovo titolare                      | Matthew Francis Ustrzycki          |                               |
| Sede titolare di Nea Aule                                 |                    | Asia                  | Arcidiocesi di Efeso                         | Vescovo titolare                      | Vacante                            | vacante dal 27 marzo 1760     |
| Sede titolare di Neapoli di Arabia                        |                    | Arabia                | Arcidiocesi di Bosra                         | Vescovo titolare                      | Vacante                            |                               |
| Sede titolare di Neapoli di Caria                         |                    | Caria                 | Arcidiocesi di Stauropoli                    | Vescovo titolare                      | Vacante                            |                               |
| Sede titolare di Neapoli di Cipro                         | Limassol           | Cipro                 | Arcidiocesi di Salamina                      | Vescovo titolare                      | Vacante                            |                               |
| Sede titolare di Neapoli di Isauria                       |                    | Isauria               | Arcidiocesi di Seleucia                      | Vescovo titolare                      | Vacante                            |                               |
| Sede titolare di Neapoli di Palestina                     | Nablus             | Palestina             | Arcidiocesi di Cesarea                       | Vescovo titolare                      | Vacante                            | vacante dal 28 giugno 1988    |
| Sede titolare di Neapoli di Pisidia                       |                    | Pisidia               |                                              | Arcivescovo titolare                  | Vacante                            | vacante dal 25 maggio 1967    |
| Sede titolare di Neapoli di Proconsolare                  | Nabeul             | Proconsolare          | Arcidiocesi di Cartagine                     | Vescovo titolare                      | Ludger Schepers                    |                               |
| Sede titolare di Nea Valenzia                             |                    | Osroene               | Arcidiocesi di Edessa                        | Vescovo titolare                      | Vacante                            |                               |
| Sede titolare di Nebbi                                    |                    | Numidia               |                                              | Vescovo titolare                      | Wolfgang Bischof                   |                               |
| Sede titolare di Nebbio                                   | Nebbio             | Corsica               | Arcidiocesi di Genova                        | Arcivescovo titolare Titolo personale | Francisco Montecillo Padilla       |                               |
| Sede titolare di Nefeli                                   |                    | Isauria               | Arcidiocesi di Seleucia                      | Vescovo titolare                      | Vacante                            | vacante dal 24 novembre 1982  |
| Sede titolare di Neila                                    | Khirbat en Nila    | Arabia                | Arcidiocesi di Bosra                         | Vescovo titolare                      | Vacante                            | vacante dal 9 giugno 1972     |
| Sede titolare di Nemesi                                   | Limassol           | Cipro                 | Arcidiocesi di Salamina                      | Vescovo titolare                      |                                    | Storica Soppressa             |
| Sede titolare di Neocesarea di Bitinia                    |                    | Bitinia               | Arcidiocesi di Nicomedia                     | Vescovo titolare                      | Vacante                            | vacante dal 22 giugno 1903    |
| Sede titolare di Neocesarea del Ponto                     | Niksar             | Ponto Tolemaico       |                                              | Arcivescovo titolare                  | Vacante                            | vacante dal 30 luglio 1967    |
| Sede titolare di Neocesarea di Siria                      |                    | Siria Eufratense      | Arcidiocesi di Gerapoli di Siria             | Vescovo titolare                      | Vacante                            | vacante dal 24 ottobre 1988   |
| Sede titolare di Neopatrasso                              | Ypati              | Tessalia              |                                              | Arcivescovo titolare                  | Vacante                            | vacante dal 16 settembre 1967 |
| Sede titolare di Nepi                                     | Nepi               | Lazio                 |                                              | Arcivescovo titolare Titolo personale | Walter Erbì                        |                               |
| Sede titolare di Nepte                                    | Nefta              | Bizacena              |                                              | Vescovo titolare                      | Francisco Javier Martínez Castillo |                               |
| Sede titolare di Nesqually                                | Vancouver          | Stati Uniti           | Arcidiocesi di Seattle                       | Vescovo titolare                      | Alexander Salazar                  |                               |
| Sede titolare di Neve                                     | Nawa               | Arabia                | Arcidiocesi di Bosra                         | Vescovo titolare                      | Vacante                            | vacante dal 9 settembre 1963  |
| Sede titolare di Newport                                  | Newport            | Galles                | Arcidiocesi di Westminster                   | Vescovo titolare                      | Michael John Izen                  |                               |
| Sede titolare di Nicea                                    | İznik              | Bitinia               |                                              | Arcivescovo titolare                  | Vacante                            | vacante dal 10 aprile 1976    |
| Sede titolare di Nicea Minore                             | Havsa              | Emimonto              |                                              | Arcivescovo titolare                  | Vacante                            | vacante dal 5 dicembre 1996   |
| Sede titolare di Nicio                                    |                    | Egitto                | Arcidiocesi di Alessandria                   | Vescovo titolare                      | Vacante                            | vacante dal 1º dicembre 1970  |
| Sede titolare di Nicives                                  | N'Gaous            | Numidia               |                                              | Vescovo titolare                      | Andrzej Jerzy Zglejszewski         |                               |
| Sede titolare di Nicomedia                                | İzmit              | Bitinia               |                                              | Arcivescovo titolare                  | Vacante                            | vacante dal 28 aprile 1969    |
| Sede titolare di Nicopoli all'Jantra                      | Veliko Tărnovo     | Mesia Inferiore       | Arcidiocesi di Marcianopoli                  | Vescovo titolare                      | Cesare Di Pietro                   |                               |
| Sede titolare di Nicopoli al Nesto                        | Gărmen             | Tracia                |                                              | Arcivescovo titolare                  | Vacante                            | vacante dal 30 gennaio 1981   |
| Sede titolare di Nicopoli di Armenia o Nicopoli del Ponto | Purkh (Pyurkh)     | Armenia               | Arcidiocesi di Sebastea                      | Vescovo titolare                      | Vacante                            | vacante dal 2 marzo 1944      |
| Sede titolare di Nicopoli di Epiro                        | Nicopoli           | Epiro Vecchio         |                                              | Arcivescovo titolare                  | Vacante                            | vacante dall'11 giugno 1971   |
| Sede titolare di Nicopoli di Palestina                    |                    | Palestina             | Arcidiocesi di Cesarea                       | Vescovo titolare                      |                                    | Storica Soppressa             |
| Sede titolare di Nicopsi                                  | Tuapse             | Zechia                |                                              | Arcivescovo titolare                  | Vacante                            | vacante dal 12 ottobre 1966   |
| Sede titolare di Nicosia                                  | Nicosia            | Cipro                 |                                              | Arcivescovo titolare                  | Vacante                            | vacante dal 30 aprile 1990    |
| Sede titolare di Nigizubi                                 |                    | Numidia               |                                              | Vescovo titolare                      | Adolfo Eduardo José Bittschi Mayer |                               |
| Sede titolare di Nigre Maggiori                           | Henchir Besseriani | Numidia               |                                              | Vescovo titolare                      | Rómulo Emiliani Sánchez            |                               |
| Sede titolare di Nilopoli                                 | Delas              | Arcadia               | Arcidiocesi di Ossirinco                     | Vescovo titolare                      | Vacante                            | vacante dal 10 gennaio 1978   |
| Sede titolare di Nisa di Asia                             | Sultanhisar        | Asia                  | Arcidiocesi di Efeso                         | Vescovo titolare                      | Vacante                            |                               |
| Sede titolare di Nisa di Licia                            |                    | Licia                 | Arcidiocesi di Mira                          | Vescovo titolare                      | Eloy Ricardo Domínguez Martínez    |                               |
| Sede titolare di Nisibi                                   | Nisibis            | Mesopotamia           |                                              | Arcivescovo titolare                  | Vacante                            | vacante dal 18 luglio 1968    |
| Sede titolare di Nisibi dei Caldei                        | Nisibis            |                       |                                              | Arcivescovo titolare                  | Vacante                            | vacante dal 7 dicembre 2024   |
| Sede titolare di Nisibi dei Maroniti                      | Nisibis            |                       |                                              | Arcivescovo titolare                  | Michel Jalakh                      |                               |
| Sede titolare di Nisibi per gli Armeni                    | Nisibis            |                       |                                              |                                       |                                    | Storica Soppressa             |
| Sede titolare di Nisiro                                   | Nisiro             | Dodecaneso            | Arcidiocesi di Rodi                          | Vescovo titolare                      | Vacante                            | vacante dall'8 agosto 1969    |
| Sede titolare di Nissa                                    | Nissa              | Cappadocia            | Arcidiocesi di Cesarea                       | Vescovo titolare                      | Vacante                            | vacante dal 7 ottobre 2012    |
| Sede titolare di Noba                                     |                    | Mauritania Cesariense |                                              | Vescovo titolare                      | Janusz Mastalski                   |                               |
| Sede titolare di Nomento                                  | Nomentum           | Lazio                 |                                              | Vescovo titolare                      | Justo Rodríguez Gallego            |                               |
| Sede titolare di Nona                                     | Nona               | Dalmazia Inferiore    | Arcidiocesi di Spalato                       | Arcivescovo titolare Titolo personale | Martin Vidović                     |                               |
| Sede titolare di Nova                                     |                    | Proconsolare          | Arcidiocesi di Cartagine                     | Vescovo titolare                      | Jacek Grzybowski                   |                               |
| Sede titolare di Novabarbara                              |                    | Numidia               |                                              | Vescovo titolare                      | Paul Toshihiro Sakai               |                               |
| Sede titolare di Nova di Cesare                           |                    | Numidia               |                                              | Arcivescovo titolare Titolo personale | Rino Passigato                     |                               |
| Sede titolare di Nova Germania                            |                    | Numidia               |                                              | Vescovo titolare                      | Paul Friedrich Wehrle              |                               |
| Sede titolare di Novaliciana                              |                    | Mauritania Sitifense  |                                              | Arcivescovo titolare Titolo personale | Hubertus Matheus Maria van Megen   |                               |
| Sede titolare di Novapietra                               |                    | Numidia               |                                              | Vescovo titolare                      | Gregory William Gordon             |                               |
| Sede titolare di Novasinna                                |                    | Numidia               |                                              | Vescovo titolare                      | Jacek Pyl                          |                               |
| Sede titolare di Novasparsa                               |                    | Numidia               |                                              | Vescovo titolare                      | Ernesto José Romero Rivas          |                               |
| Sede titolare di Nove                                     | Novae              | Mesia Inferiore       | Arcidiocesi di Marcianopoli                  | Vescovo titolare                      | Gaetano Castello                   |                               |
| Sede titolare di Novi                                     | Castelnuovo        | Dalmazia Superiore    | Arcidiocesi di Doclea                        | Arcivescovo titolare Titolo personale | Paul Fitzpatrick Russell           |                               |
| Sede titolare di Novica                                   |                    | Mauritania Cesariense |                                              | Arcivescovo titolare Titolo personale | Jude Thaddeus Okolo                |                               |
| Sede titolare di Nubia                                    |                    |                       |                                              | Arcivescovo titolare                  | Vacante                            | vacante dal 29 dicembre 2011  |
| Sede titolare di Numana                                   | Numana             | Marche                | Arcidiocesi di Ancona                        | Arcivescovo titolare Titolo personale | Giuseppe Lazzarotto                |                               |
| Sede titolare di Numerico                                 |                    | Bitinia               | Arcidiocesi di Nicea                         | Vescovo titolare                      | Vacante                            |                               |
| Sede titolare di Numida                                   |                    | Mauritania Cesariense |                                              | Vescovo titolare                      | Timothy James O'Malley             |                               |
| Sede titolare di Numluli                                  |                    | Proconsolare          | Arcidiocesi di Cartagine                     | Vescovo titolare                      | Alex Tharamangalam                 |                               |

## O
| Sede titolare                       | Sede                   | Regione               | Suffraganea di                               | Titolo                                | Vescovo                            | Note                          |
| ----------------------------------- | ---------------------- | --------------------- | -------------------------------------------- | ------------------------------------- | ---------------------------------- | ----------------------------- |
| Sede titolare di Oasi Maggiore      | Kharga                 | Tebaide               | Arcidiocesi di Antinoe                       | Vescovo titolare                      | Vacante                            |                               |
| Sede titolare di Obba               | Abbah Quşūr            | Proconsolare          | Arcidiocesi di Cartagine                     | Vescovo titolare                      | Rafał Markowski                    |                               |
| Sede titolare di Obbi               |                        | Mauritania Cesariense |                                              | Vescovo titolare                      | Adriano Tomasi Travaglia           |                               |
| Sede titolare di Obori              | Sidi Fredj             | Mauritania Cesariense |                                              | Vescovo titolare                      | Juan José Pineda Fasquelle         |                               |
| Sede titolare di Oca                |                        | Ellesponto            | Arcidiocesi di Cizico                        | Vescovo titolare                      | Vacante                            |                               |
| Sede titolare di Oderzo             | Oderzo                 | Veneto                | Patriarcato di Aquileia                      | Vescovo titolare                      | Vacante                            | vacante dal 13 luglio 2025    |
| Sede titolare di Odesso             | Varna                  | Mesia Inferiore       |                                              | Arcivescovo titolare                  | Vacante                            | vacante dal 7 ottobre 1970    |
| Sede titolare di Oea                | Tripoli                | Tripolitania          |                                              | Vescovo titolare                      | David Kamau Ng'ang'a               |                               |
| Sede titolare di Ofena              | Ofena                  | Abruzzo               |                                              | Vescovo titolare                      | José Luis Redrado Marchite         |                               |
| Sede titolare di Olba               | nei pressi di Silifke  | Isauria               | Arcidiocesi di Seleucia                      | Vescovo titolare                      | Vacante                            | vacante dal 18 settembre 1992 |
| Sede titolare di Olbia              |                        | Libia Pentapolitana   |                                              | Vescovo titolare                      | Vacante                            | vacante dal 26 maggio 1978    |
| Sede titolare di Olena              |                        | Peloponneso           | Arcidiocesi di Patrasso                      | Vescovo titolare                      | Vacante                            | vacante dal 14 giugno 1995    |
| Sede titolare di Olimpo             | Olympos                | Licia                 | Arcidiocesi di Mira                          | Vescovo titolare                      | Vacante                            | vacante dal 6 gennaio 1975    |
| Sede titolare di Oliva              |                        | Mauritania Sitifense  |                                              | Vescovo titolare                      | Vacante                            | vacante dal 27 giugno 2025    |
| Sede titolare di Ombi               | Kôm Ombo               | Tebaide               | Arcidiocesi di Tolemaide di Tebaide          | Vescovo titolare                      | Vacante                            | vacante dal 3 febbraio 1966   |
| Sede titolare di Omona              |                        | Licaonia              | Arcidiocesi di Iconio                        | Vescovo titolare                      | Vacante                            |                               |
| Sede titolare di Onchesmo           | Saranda                | Epiro Vecchio         | Arcidiocesi di Nicopoli                      | Vescovo titolare                      | Vacante                            |                               |
| Sede titolare di Onufi              |                        | Egitto                | Arcidiocesi di Alessandria                   | Vescovo titolare                      | Vacante                            | vacante dal 15 novembre 1966  |
| Sede titolare di Opo                | Kastraki               | Ellade                | Arcidiocesi di Atene                         | Vescovo titolare                      | Vacante                            | vacante dal 4 ottobre 1980    |
| Sede titolare di Oppido Nuovo       | 'Ayn Defla             | Mauritania Cesariense |                                              | Vescovo titolare                      | Peter Anthony Rosazza              |                               |
| Sede titolare di Orcisto            |                        | Galazia               | Arcidiocesi di Pessinonte                    | Vescovo titolare                      | Vacante                            | vacante dal 13 luglio 1967    |
| Sede titolare di Orange             | Orange                 |                       |                                              | Arcivescovo titolare Titolo personale | Julio Murat                        |                               |
| Sede titolare di Orea               |                        | Bulgaria Occidentale  | Arcidiocesi di Acrida                        | Vescovo titolare                      | Vacante                            | vacante dal 14 gennaio 2025   |
| Sede titolare di Oregon City        | Oregon City (Oregon)   | Stati Uniti           |                                              | Arcivescovo titolare                  | Joseph Augustine Di Noia           |                               |
| Sede titolare di Oreo               | Oreoi                  | Ellade                | Arcidiocesi di Atene                         | Vescovo titolare                      | Vacante                            | vacante dal 28 aprile 1966    |
| Sede titolare di Oreto              | Granátula de Calatrava | Spagna                | Arcidiocesi di Toledo                        | Vescovo titolare                      | Patrick Percival Power             |                               |
| Sede titolare di Orimna             |                        | Panfilia              | Arcidiocesi di Side                          | Vescovo titolare                      | Vacante                            |                               |
| Sede titolare di Orisa              |                        | Siria Eufrantense     | Arcidiocesi di Sergiopoli                    | Vescovo titolare                      | Vacante                            | vacante dal 19 maggio 1992    |
| Sede titolare di Oropo              |                        | Cilicia               | Arcidiocesi di Anazarbo                      |                                       |                                    | Storica Soppressa             |
| Sede titolare di Orrea              |                        | Mauritania Sitifense  |                                              | Vescovo titolare                      | Michele Di Tolve                   |                               |
| Sede titolare di Orrea di Aninico   | Aïn Roua               | Mauritania Sitifense  |                                              | Vescovo titolare                      | Abraham Desta                      |                               |
| Sede titolare di Orreacelia         | Hergla                 | Bizacena              |                                              | Vescovo titolare                      | Thomas Ifeanyichukwu Obiatuegwu    |                               |
| Sede titolare di Orreomargo         |                        | Mesia Superiore       | Arcidiocesi di Viminacio                     | Vescovo titolare                      | Donald Francis Hanchon             |                               |
| Sede titolare di Orta               |                        | Proconsolare          | Arcidiocesi di Cartagine                     | Vescovo titolare                      | Óscar Walter García Barreto        |                               |
| Sede titolare di Orte               | Orte                   | Lazio                 |                                              | Vescovo titolare                      | Andrzej Przybylski                 |                               |
| Sede titolare di Ortosia di Caria   |                        | Caria                 | Arcidiocesi di Stauropoli                    | Vescovo titolare                      | Vacante                            | vacante dal 23 marzo 1911     |
| Sede titolare di Ortosia di Fenicia |                        | Fenicia               | Arcidiocesi di Tiro                          | Vescovo titolare                      | Vacante                            | vacante dal 7 febbraio 1964   |
| Sede titolare di Ospita             |                        | Numidia               |                                              | Vescovo titolare                      | Cristián Carlo Roncagliolo Pacheco |                               |
| Sede titolare di Ossero             | Ossero                 | Dalmazia Inferiore    | Arcidiocesi di Salona Arcidiocesi di Spalato | Arcivescovo titolare Titolo personale | John Joseph Kennedy                |                               |
| Sede titolare di Ossirinco          | Ossirinco              | Arcadia               |                                              | Arcivescovo titolare                  | Vacante                            | vacante dal 4 gennaio 1966    |
| Sede titolare di Ostra              | Ostra                  | Marche                |                                              | Arcivescovo titolare Titolo personale | Francis Assisi Chullikatt          | istituita nell'ottobre 2004   |
| Sede titolare di Ostracine          |                        | Augustamnica          | Arcidiocesi di Pelusio                       | Vescovo titolare                      | Milan Lach                         |                               |
| Sede titolare di Othona             | Bradwell-on-Sea        | Inghilterra           | Antica arcidiocesi di Canterbury             | Arcivescovo titolare Titolo personale | George Kocherry                    |                               |
| Sede titolare di Otricoli           | Otricoli               | Umbria                |                                              | Arcivescovo titolare Titolo personale | Mirosław Adamczyk                  |                               |
| Sede titolare di Otro               |                        | Frigia Salutare       | Arcidiocesi di Sinnada                       | Vescovo titolare                      | Vacante                            | vacante dal 22 aprile 1995    |
| Sede titolare di Ottaba             |                        | Bizacena              |                                              | Vescovo titolare                      | Bernhard Haßlberger                |                               |
| Sede titolare di Ottabia            |                        | Bizacena              |                                              | Vescovo titolare                      | Donald Lapointe                    |                               |
| Sede titolare di Ottana             | Ottana                 | Sardegna              |                                              | Vescovo titolare                      | Efren Veridiano Esmilla            |                               |
| Sede titolare di Ottava             |                        | Numidia               |                                              | Arcivescovo titolare Titolo personale | Blasco Francisco Collaço           |                               |
| Sede titolare di Ottocio            | Otočac                 | Dalmazia Inferiore    | Arcidiocesi di Salona Arcidiocesi di Spalato | Vescovo titolare                      | Joaquím Humberto Pinzón Güiza      |                               |